# Museu Casa de Dante
La Casa de Dante (italià: Museo Casa di Dante) és un museu creat l'any 1911 a Florència. Està situat a la Via Santa Margherita de la ciutat toscana, en un edifici del centre històric. L'espai és considerat el presumpte lloc de naixement del poeta italià Dante Alighieri (1265 - 1321).
El museu està dedicat a la vida i a la obra de l'autor de La Divina Comèdia.

## Història

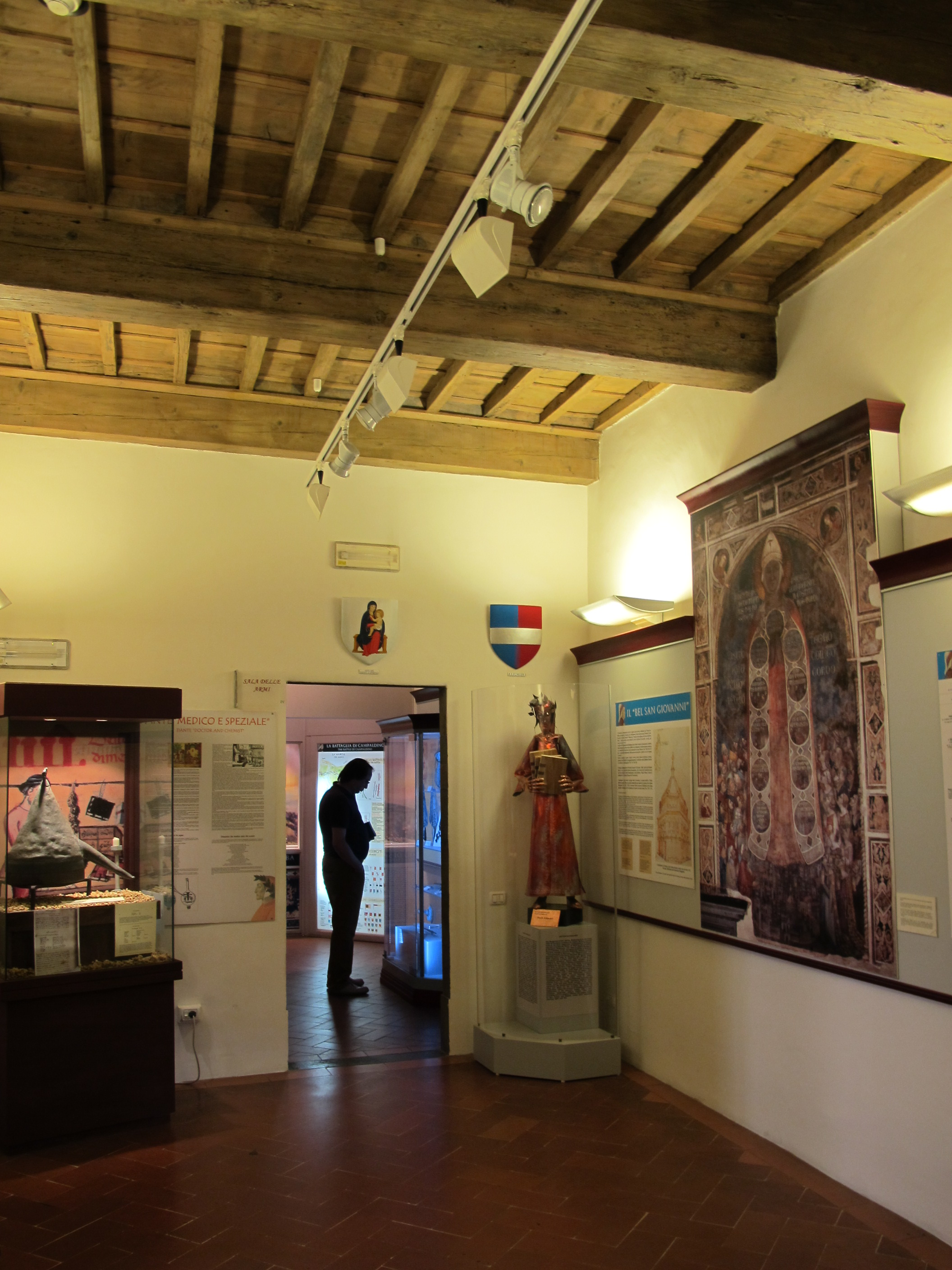
Espai expositiu.

L'any 1910 el municipi de Florència va fer construir a l'arquitecte Giuseppe Castellucci un edifici segons els plànols d'una residència florentina del segle xiii als solars deixats per l'enderrocament dels edificis que s'havien bastit al lloc on es trobava la casa de la família Alighieri. La tradició diu que Dante va néixer el maig de 1265, al centre històric de Florència, entre la plaça del Duomo i la plaça della Signoria. El mateix Dante va escriure que havia nascut a l'ombra de la Badia Fiorentina sota la parròquia de San Martino, La propera església de Santa Margherita dei Cerchi és el lloc on el poeta hauria conegut a Beatrice Portinari.
El Museu de la Casa de Dante es va fundar l'any 1965 amb motiu del setè centenari del naixement del poeta. El museu actual incorpora algunes cases medievals, com una de les dues Torres dels Giuochi, la situada a via Santa Margherita, número 1. La família Giuochi era veïna de la família Alighieri i es va extingir cap al 1300 amb Cesare di Gherardo. La casa Alighieri original es creu generalment (però sense certesa) que va ser un edifici avui destruït que es trobava a la plaça San Martino, al costat de la Torre della Castagna, on avui hi ha un restaurant. La part posterior actual està orientada a la plaça de 'Donati.
L'any 1994 el museu es va reobrir al públic en tres nivells amb l'exposició de nombroses reproduccions de documents i objectes de l'època de la vida de Dante a l'Edat Mitjana. S'exposa una iconografia de Dante a través dels segles, amb còpies d'obres d'art del Giotto, Fra Angelico, Andrea del Castagno, Ghirlandaio, Luca Signorelli, Rafael, Miquel Àngel, entre d'altres.
La família Portinari descansa a l'església veïna. Es tracta de la família de la seva estimada Beatrice Portinari, l'amor de la qual Dante canta a Le Rime i al Vita Nuova.

## Curiositats

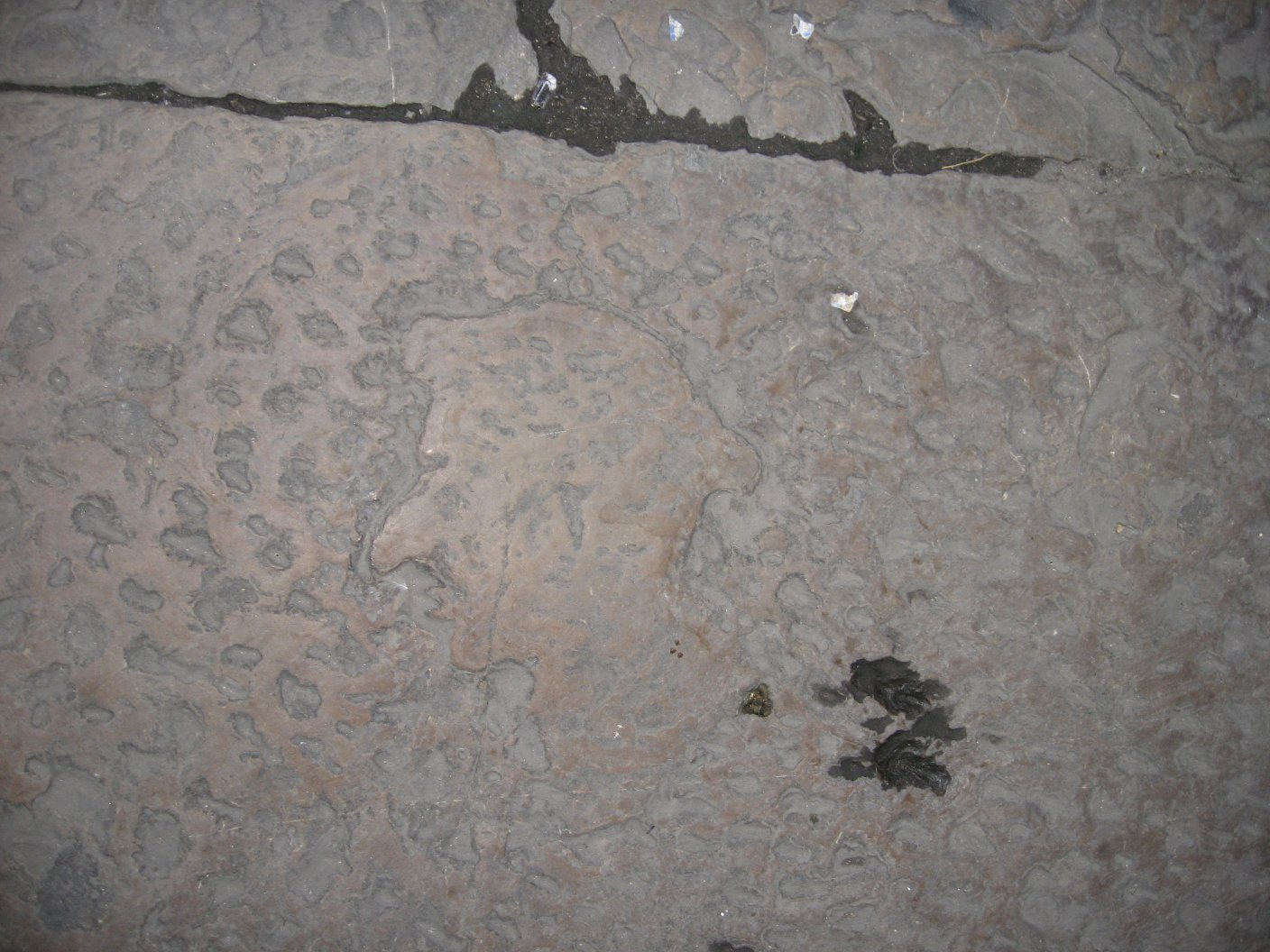
Esbós anònim del perfil de Dante, davant de la casa museu.

Sobre una llosa del terra de la plaça que hi ha al davant de la casa hi ha un esbós del perfil de Dante, l'origen del qual es desconeix.